# Zilte zegge
De zilte zegge (Carex distans) is een overblijvend kruid dat behoort tot de cypergrassenfamilie (Cyperaceae). De soort staat op de Nederlandse Rode lijst van planten als vrij zeldzaam en stabiel of toegenomen. De plant komt van nature voor in Europa, Noord-Afrika, Zuidwest-Azië, Madeira en de Azoren. De soort is als adventief verder verspreid naar Noord-Amerika. Het aantal chromosomen is 2n = 68, 70-72 of 74.
De plant wordt 30-60 cm hoog en vormt dichte pollen. De stengels zijn dun en stomp driekantig. De vlakke, licht- tot grijsgroene bladeren zijn 3=5 mm breed en hebben 1=2 cm lange bladscheden. Het tongetje is 2-3 mm lang. De onderste bladscheden zijn oranjebruin tot donkerbruin en soms rood gevlekt en vezelen.
Zilte zegge bloeit in mei en juni. De schutbladen vormen een lange schede en zijn korter dan de bloeiwijze. De mannelijke aar is 20–32 mm lang, 24 mm breed en de twee of drie vrouwelijke aren zijn 30 mm lang en 3-5 mm breed. De mannelijke aar staat eindelings aan de bloeiwijze met daaronder de ver uit elkaar staande vrouwelijke aren. De vrouwelijke bloemen hebben drie stempels. De bruine, 3_4 mm lange kafjes hebben meestal een korte stekelpunt, een smalle vliezige rand en een groene middennerf (kiel). Het 4-5 mm lange, geelgroene, bruin gespikkelde, eivormige, generfde (drie nerven), kale urntje heeft een tweetandige, 1-1,4 mm lange, schuinomhoog staande, gestekelde snavel. De tanden van de snavel zijn aan de binnenkant ruw. Het urntje is een soort schutblaadje dat geheel om de vrucht zit.
De vrucht is een driekantig nootje.

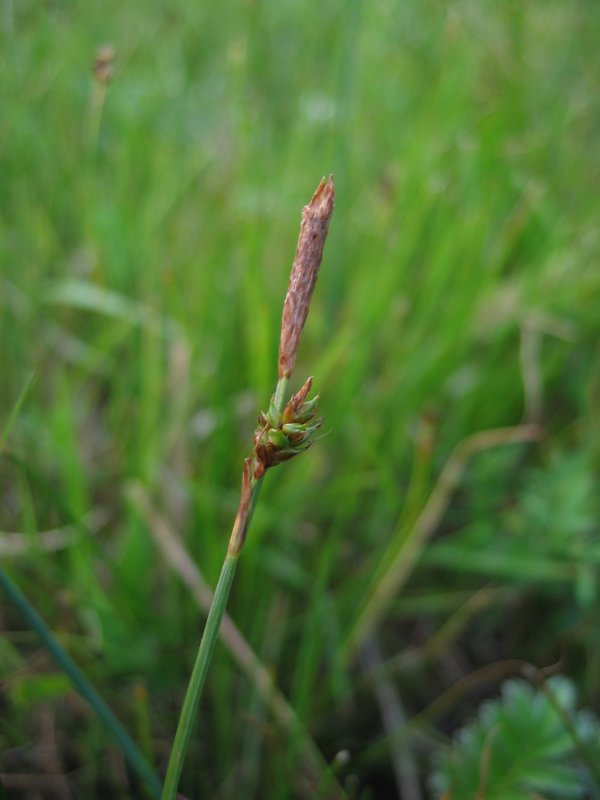
Mannelijke aar aan de top

Zilte zegge komt voor op zilte strandvlakten en in brakke duinvalleien.